# 岩見沢競馬場
- 岩見沢競馬場付近の空中写真。1976年撮影の2枚を合成作成。
- 国土交通省 国土地理院 地図・空中写真閲覧サービスの空中写真を基に作成

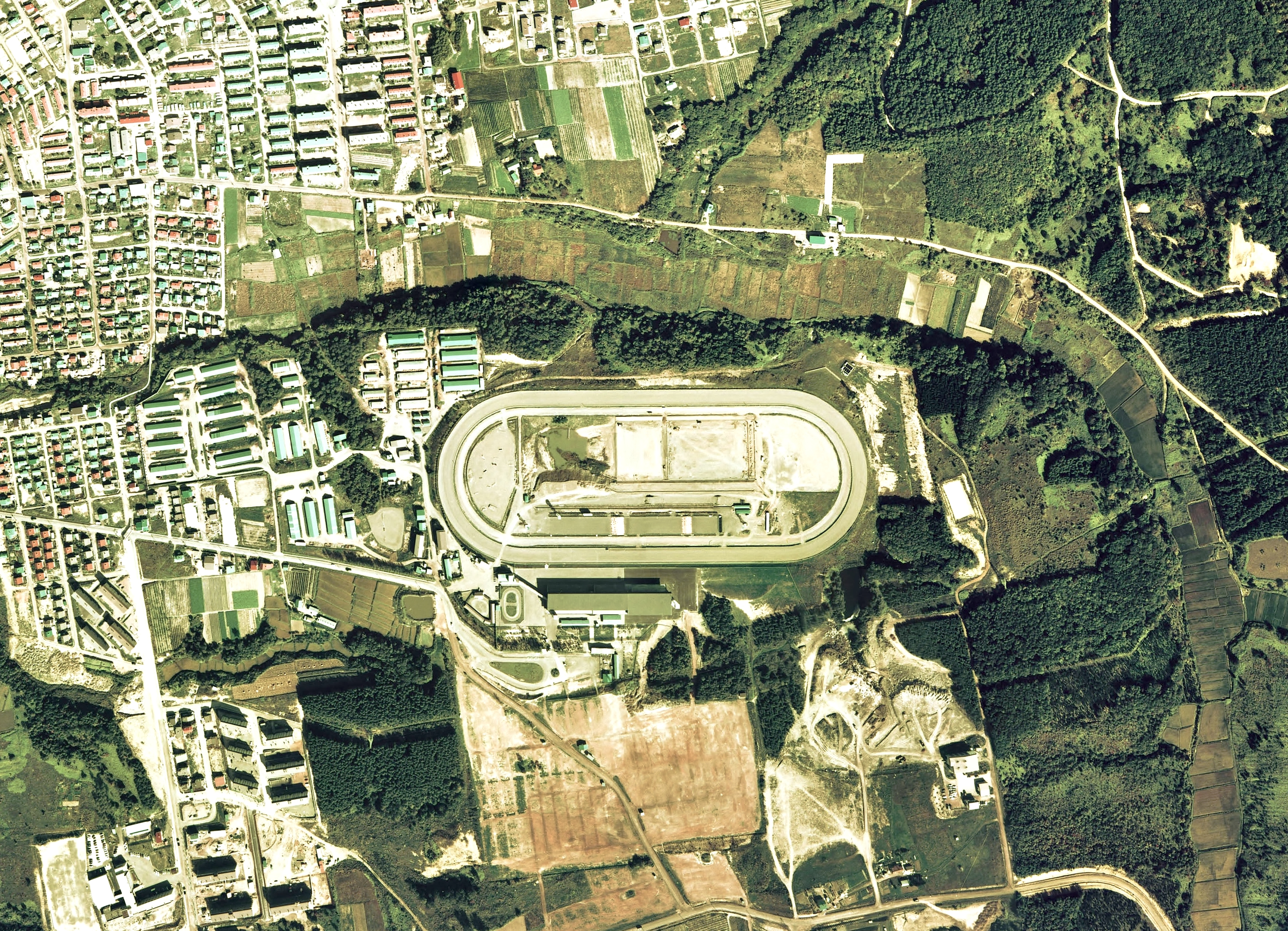
岩見沢競馬場付近の空中写真。1976年撮影の2枚を合成作成。

岩見沢競馬場（いわみざわけいばじょう）は、北海道岩見沢市にあった地方競馬（ホッカイドウ競馬・ばんえい競馬）の競馬場である。

## 競馬場概要
- 所在地：岩見沢市日の出町444
- 駐車場：無料（3600台）
- 収容人員：7500人
- 敷地面積：約48ha（うち市有地46ha、国有地0.7ha、民有地1ha）
- 開設:1965年（昭和40年）7月6日

### 歴史
1889年（明治22年）、岩見澤村競馬山（現・鳩が丘）に競馬場を造成し、翌1891年（明治24年）9月15日に祭典奉納競馬としてばんえい競走が行われている。
その後、空知地方では岩見沢の他に深川、栗沢、美唄、長沼、三笠の各地で仮設馬場が設置されていたが、1908年（明治42年）の競馬規程により岩見沢、栗沢、美唄、深川の4箇所に集約され、1923年（大正12年）以降は本格的に開催されていた。
さらに1927年（昭和2年）の地方競馬規則公布では、支庁管内1箇所に限定されたため岩見沢の1場となり施設拡充（岩見沢市利根別とあるが、鳩が丘と同一箇所かは不明）。同年から地方競馬として空知畜産組合の主催に引き継がれ、1940年（昭和15年）から1944年（昭和19年）にかけては軍馬資源保護法により鍛錬馬競走が行われた。現在のはぎぞの緑地（9条西5丁目）の位置にあった家畜市場を中心に、専任技術員2名を配置し競走馬の調教等を行っていた。
戦後いち早く祭典余興競馬協賛会を結成し、1946年（昭和21年）9月にはアメリカ騎兵第7師団の将兵慰安競馬大会（進駐軍競馬）を岩見沢市利根別で開催した。同年10月の地方競馬法により空知馬匹組合（畜産組合が改称）が施行認可を受け、1947年（昭和22年）5月22日、地方競馬法による初の地方競馬が行われる。同年6月には中央馬事会による連合競馬が道内で唯一行われ、同年11月2日,3日には北海道馬匹組合連合会（馬連競馬）による初のばんえい公式競走が行われている。
翌1948年（昭和23年）、GHQにより馬匹組合は戦時統制団体として解散させられ、ばんえい競馬は休催となるが、競馬法改正により都道府県がばんえい競馬の主催者とされる。北海道は存続に前向きではなかったが、地元関係者の熱意により翌年岩見沢ばんえい競馬が再開。
1949年（昭和24年）に家畜市場は廃止され、施設は駒が台競馬場（岩見沢市利根別、現在の4条東14丁目付近）に移転。2条東13丁目で北海幹線用水路が湾曲しているのは、この競馬場のコーナーの形態を残しているものである。
1951年（昭和26年）6月には新競馬法一部改正により、競馬場の所在する市区町村にも開催権が与えられることになり、1953年（昭和28年）旭川・帯広・北見とともに市営競馬を開催。1962年（昭和37年）からは、平地競走を道営、ばんえい競馬を市営として一本化。
1965年（昭和40年）に利根別から移転し、市街地を一望する丘陵地である日の出町に設置。1972年（昭和47年）には場内に乗馬クラブ、1986年には資料館を設置した。また1987年には旧馬券販売所跡を利用した資料館と入場門隣のスタンド内食堂の場所を相互に入れ替えて5軒の食堂をレストラン式の1店に統合し軽食立ち食いコーナーの開設を行う改装や、道営競馬の開催を休止し走路や厩舎の改修工事を実施。
1989年（平成元年）3月11日、市営競馬を運営する北見・帯広・旭川・岩見沢4市で北海道市営競馬組合を設立。しかし売上の伸び悩みによる赤字運営から、ホッカイドウ競馬が1997年（平成9年）に撤退、市営のばんえい競馬も2006年度限りで撤退したため、2006年（平成18年）10月2日の開催をもって休止された。これに伴い乗馬クラブも2007年（平成19年）廃止された。
休止後は、開催中に行われていた競馬場内での場外発売・払戻業務は一切行われず場外発売所「ハロンズ岩見沢」のみで実施する形とし、その後スタンドなどの施設はすべて解体された。
- 構内に入って右側にはプレハブの資料館があり、実物のそりやばんばの模型などが置かれていた。
- 資料館横には屋台などが出せる広場があり、ばんばをかたどった滑り台が置かれていた。
- JR岩見沢駅3・4番ホームにはそりを挽くばん馬の像が設置されており、かつて岩見沢でばんえい競馬の開催が行われていたことを伝えている。

## コース概要
ここでは休止当時の状況を記す。

### 平地走路
- 右回りダートコース
- 1周1200m
- ゴール前直線：270m
- フルゲート12頭
- 施行可能距離：850m、900m、1400m、1500m、1600m、1900m、2000m、2600m

### ばんえい走路
- 全長：直線200m、セパレートコース[6]
- 第1障害：高さ1.0m、長さ9.5m[6]
- 第2障害：高さ1.7m、長さ15.5m[6]
- スタート～第1障害35m、第1障害～第2障害72.6m、第2障害～ゴール67.4m[6]
- 第1障害から第2障害にかけて1.0%の下り勾配[要出典]、第2障害からゴールにかけて0.3mの上り勾配[6]
- 砂の粒子が粗く、力のいるコースであった。さらにゴール前に上り勾配があったため、登坂力とスタミナが要求された[6]。夏期に開催される上、内陸である岩見沢は非常に暑く、馬場がパサパサに乾くため余計に力勝負となるレースが多かった。第2障害を登り切れない馬も多々現れた。[要出典]
- ばんえい競馬を開催した競馬場では唯一、フルゲート12頭に対応していたが、他場にあわせフルゲート10頭で競走を行っていた。[要出典]
- 現在、障害などの構造物はすべて撤去された。[要出典]

## レコードタイム
ここでは、1997年まで開催していたホッカイドウ競馬で記録されたサラ系の競走におけるレコードタイムを記載する。
なお、ばんえい競馬はレコードタイム制度を採用していない。
馬齢は新表記採用前のため、節見出しも含めすべて旧表記で記載している。
参考資料：Record Time Room

### 3歳
| 距離  | タイム | 競走馬             | 性別 | 斤量 | 騎手       | 記録年月日     |
| ----- | ------ | ------------------ | ---- | ---- | ---------- | -------------- |
| 850m  | 0:53.6 | マイラブフリーオン | 牡   | 53kg | 千葉津代士 | 1989年8月16日  |
| 900m  | 0:54.7 | クラネバダンサー   | 牝   | 53kg | 山下信雄   | 1982年8月31日  |
| 1400m | 1:29.2 | オーバーウェルシー | 牝   | 53kg | 千葉津代士 | 1997年10月16日 |
| 1500m | 1:34.5 | ウィニングラック   | 牡   | 54kg | 沼沢英知   | 1997年11月5日  |
| 1600m | 1:41.9 | リルフイー         | 牝   | 55kg | 山下信雄   | 1985年10月30日 |

### 4歳以上
| 距離  | タイム | 競走馬           | 性齢 | 斤量 | 騎手     | 記録年月日     |
| ----- | ------ | ---------------- | ---- | ---- | -------- | -------------- |
| 1400m | 1:27.5 | タヤスマーシャル | 牡6  | 56kg | 坂下秀樹 | 1996年5月16日  |
| 1500m | 1:32.9 | オースミダイナー | 牡10 | 55kg | 柳沢好美 | 1997年11月3日  |
| 1600m | 1:39.0 | サクラアケボノ   | 牡8  | 52kg | 岡島玉一 | 1983年6月14日  |
| 1900m | 1:58.7 | コトノアサブキ   | 牡6  | 55kg | 山下信雄 | 1980年8月24日  |
| 2000m | 2:10.1 | モリノシヨウリ   | 牡5  | 55kg | 柳沢好美 | 1985年10月28日 |
| 2600m | 2:55.4 | シャーペンアイル | 牡4  | 55kg | 櫻井拓章 | 1997年10月2日  |

## 跡地利用
現在、一部が市民農園として貸し出されている。今後は乗馬場・ホーストレッキングコース・植樹の森・お花見広場・スポーツ広場・ドッグラン・クロスカントリーコースなどを6つのゾーンに分けて整備し、災害時には避難用地としても転用可能な施設とする方向で調整が進められ、早ければ2014年度にも着工する予定となっていた。しかし大規模公共施設の建て替え工事などが相次いだ事など財政上の理由から凍結状態となっており、今なお着工には至っていない。
また、跡地内を通る形で東17丁目通（市道）の延長計画が事業化され、2020年度に供用開始された。

## アクセス
- 岩見沢駅よりタクシーで約10分。
- かつて開催日には岩見沢駅前⇔岩見沢競馬場間に路線バス（片道170円・岩見沢駅前発の1便のみ無料）が運行され、岩見沢場外発売所（ハロンズ岩見沢）も経由していた。